# Lyndon B. Johnson Space Center

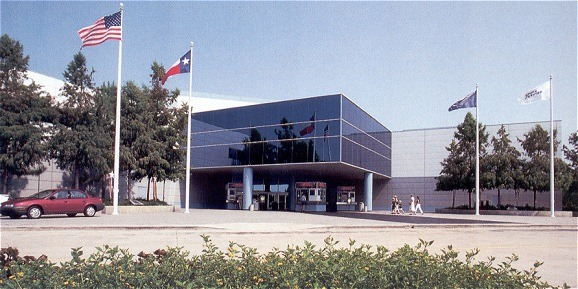
Lyndon B. Johnson Space Center

Lyndon B. Johnson Space Center (JSC) är NASA:s markkontroll (Mission Control Center (MCC)) för alla bemannade rymdfärder.
Från början hade centret namnet Manned Spacecraft Center (MSC), men 1973 ändrades namnet till Lyndon B. Johnson Space Center för att hedra den tidigare amerikanske presidenten Lyndon B. Johnson. 
JSC ligger i Clear Lake City, Texas som sedan 1977 varit en del av Houston. JSC:s lokalisering är anledningen till att det första ord som uttalades från månens yta var just Houston.